# Guerra dos Românticos
Guerra dos Românticos é um termo usado pelos historiadores para descrever o cisma na estética musical que ocorreu entre as facções em que se dividiam os músicos de destaque na segunda metade do século XIX. A estrutura musical, os limites da harmonia cromática, e a música programática versus a música absoluta foram as principais áreas da contenda. Os opositores ao romantismo cristalizaram musicalmente durante a década de 1850. O círculo conservador, com sede em Berlim e Leipzig, era centrado em torno de Johannes Brahms e Clara Schumann, e no Conservatório de Leipzig, que tinha sido fundado por Felix Mendelssohn. Os seus oponentes eram progressistas radicais de Weimar, representados por Franz Liszt e pelos membros da chamada Nova Escola Alemã, e por Richard Wagner. A controvérsia era alemã e centro-europeia de origem; músicos da França, Itália e Rússia foram apenas marginalmente envolvidos. Compositores de ambos os lados viam Beethoven como o seu herói espiritual e artístico. Os conservadores, vendo-o como um pico insuperável, os progressistas como um novo começo na música.